# Spitzel
Spitzel (ursprünglich wienerisch, Verkleinerungsform von Spitz, wörtlich „wachsamer kleiner Spitz“) ist eine meist negativ konnotierte Bezeichnung für eine Person, die Spionage auf niederer gesellschaftlicher Ebene oder nicht in Ausübung einer amtlichen Funktion ausführt und ermittelte Informationen an Auftraggeber oder Gleichgesinnte weitergibt. Die gezielte Suche nach Informationen unterscheidet einen Spitzel von einem Informanten (Informationslieferer) oder Whistleblower (Aufdecker).

## Spitzel und andere Agenten
Als Spitzel werden gewöhnlich Zuträger bezeichnet, die aus eigenem Antrieb oder auf Nachfrage, meist gegen eine Form von Belohnung, einem Nachrichtendienst, der Polizei oder einem privaten Ermittler Informationen über solche Personen, Gruppen oder Organisationen liefern, zu denen der Empfänger der Information selbst keinen Zugang hat.
Markus Mohr und Klaus Viehmann definieren die Tätigkeit eines Spitzels:

„Auch wenn ein Spitzel denunziert, so ist er doch von der Figur des Denunzianten zu unterscheiden: Ein Spitzel nutzt nicht nur Gelegenheiten aus, er hat den Auftrag, sie aktiv herzustellen. Und so steht selbst der Verräter noch über ihm. Zwar verrät auch ein Spitzel, doch im Unterschied zum Verräter hat er nie die Sache oder politischen Ziele und Träume geteilt, für die Menschen sich einsetzen […]. Ein Spitzel besitzt auch nicht den Hauch einer Souveränität, wie sie vielleicht ein Agent oder Spion im Sold einer ausländischen Staatsmacht beanspruchen kann.“

Spitzel unterscheiden sich von verdeckten Ermittlern. Diese dringen in der Regel als Angehörige einer staatlichen Dienststelle (etwa Polizei oder Zoll) in deren Auftrag mit falscher Identität in Gruppen oder Organisationen ein, die diese Dienststelle illegaler, meist strafbarer Handlungen verdächtigt, welche sie aus offenen Quellen nicht nachweisen kann.
Ebenso von Spitzeln zu unterscheiden sind V-Mann oder V-Frau („V“ für Vertrauen oder Verbindung: „Vertrauensperson“), die in einer festen Beziehung zu einem Nachrichtendienst (meist einem staatlichen, aber auch dem einer politischen Organisation, etwa im 20. Jahrhundert der SA, SS, dem AM-Apparat der KPD) stehen und in dessen Auftrag und nach dessen Weisungen mit einiger Regelmäßigkeit Nachrichten aus ihnen (oft dank Mitgliedschaft oder Sympathisantenstatus) zugänglichen Gruppen, Kreisen, Organisationen beschaffen.
In Deutschland sind V-Leute oft tätig für den Verfassungsschutz oder die Polizei, verdeckte Ermittler für die Polizei oder private Ermittlungsbüros. Spitzel finden sich vom Rotlichtmilieu über die Drogenszene und in anderen Milieus aus dem Umfeld der organisierten Kriminalität bis hin zu politischen Gruppen und Organisationen, die womöglich verfassungsfeindliche Ziele verfolgen, insbesondere aus dem rechtsextremen oder linksextremen Spektrum aber auch dort, wo sich sicherheitsgefährdende Bestrebungen von Ausländern andeuten.
Für die Tätigkeit von Spitzeln gibt es nach der Natur der Sache keine Regeln und Vorschriften. Verdeckten Ermittlern und V-Personen staatlicher Dienststellen ist es grundsätzlich, wie jedermann, verboten, Straftaten zu begehen, auch wenn sie sich in Kreisen organisierter Kriminalität oder terroristischen Gruppen bewegen. Für den Einsatz von V-Leuten durch staatliche Dienststellen zur Beobachtung extremistischer Parteien hat das Bundesverfassungsgericht im ersten NPD-Verbotsverfahren Beschränkungen festgelegt.
In der ehemaligen Deutschen Demokratischen Republik (DDR) gab es ein weit verzweigtes Netz von Spitzeln, die zumeist für das Ministerium für Staatssicherheit (Stasi) als „Inoffizielle Mitarbeiter“ (IM) in nahezu allen gesellschaftlichen Bereichen tätig waren (bis hinein in Familien), um Informationen über tatsächliche oder auch potenzielle staatsfeindliche Äußerungen oder Aktivitäten zu sammeln und diese an das Ministerium weiterzuleiten. IM wurden zum Teil auch zu Tätigkeiten in der Bundesrepublik Deutschland und im Ausland herangezogen, um verdeckt Informationen zu sammeln, die dem System der DDR nützten.